# Windmühle Bocket

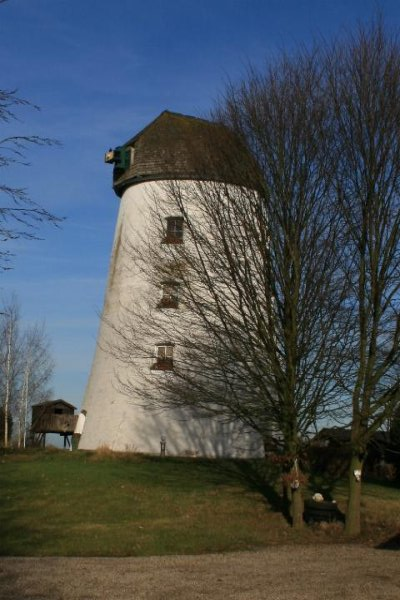
Windmühle Bocket

De Windmühle Bocket is een molenromp, gelegen aan Dorfstrasse 22 te Bocket.

## Geschiedenis
Deze ronde stenen molen werd gebouwd in 1840 en was tot 1922 in bedrijf. Hij fungeerde als korenmolen. Het wiekenkruis verdween, maar het uiterlijk van de molen werd gerestaureerd en de molenromp is nu in gebruik als woonhuis.